# (39640) 1995 GB7
(39640) 1995 GB7 est un astéroïde de la ceinture principale d'astéroïdes découvert en 1995.

## Description
(39640) 1995 GB7 a été découvert le 4 avril 1995 à la station de Xinglong, dans la province chinoise d'Hebei (Chine), par Beijing Schmidt CCD Asteroid Program.

### Caractéristiques orbitales
L'orbite de cet astéroïde est caractérisée par un demi-grand axe de 2,24 ua, un périhélie de 2,20 ua, une excentricité de 0,02 et une inclinaison de 5,83° par rapport à l'écliptique. Du fait de ces caractéristiques, à savoir un demi-grand axe compris entre 2 et 3,2 ua et un périhélie supérieur à 1,666 ua, il est classé, selon la JPL Small-Body Database, comme objet de la ceinture principale d'astéroïdes.

### Caractéristiques physiques
(39640) 1995 GB7 a une magnitude absolue (H) de 15,4 et un albédo estimé à 0,067.